# زباد نخلی آستون
زباد نخلی آستون (نام علمی: Chrotogale owstoni) نام یک گونه از تیره زبادان است.
این گونه از زباد بومی کشورهای لائوس، چین، و ویتنام است و در سه دهه گذشته به دلیل تخریب زیستگاه‌های این جانور بیش از ۵۰٪ کاهش پیدا کرده‌است و به‌شدت در معرض انقراض قرار دارد

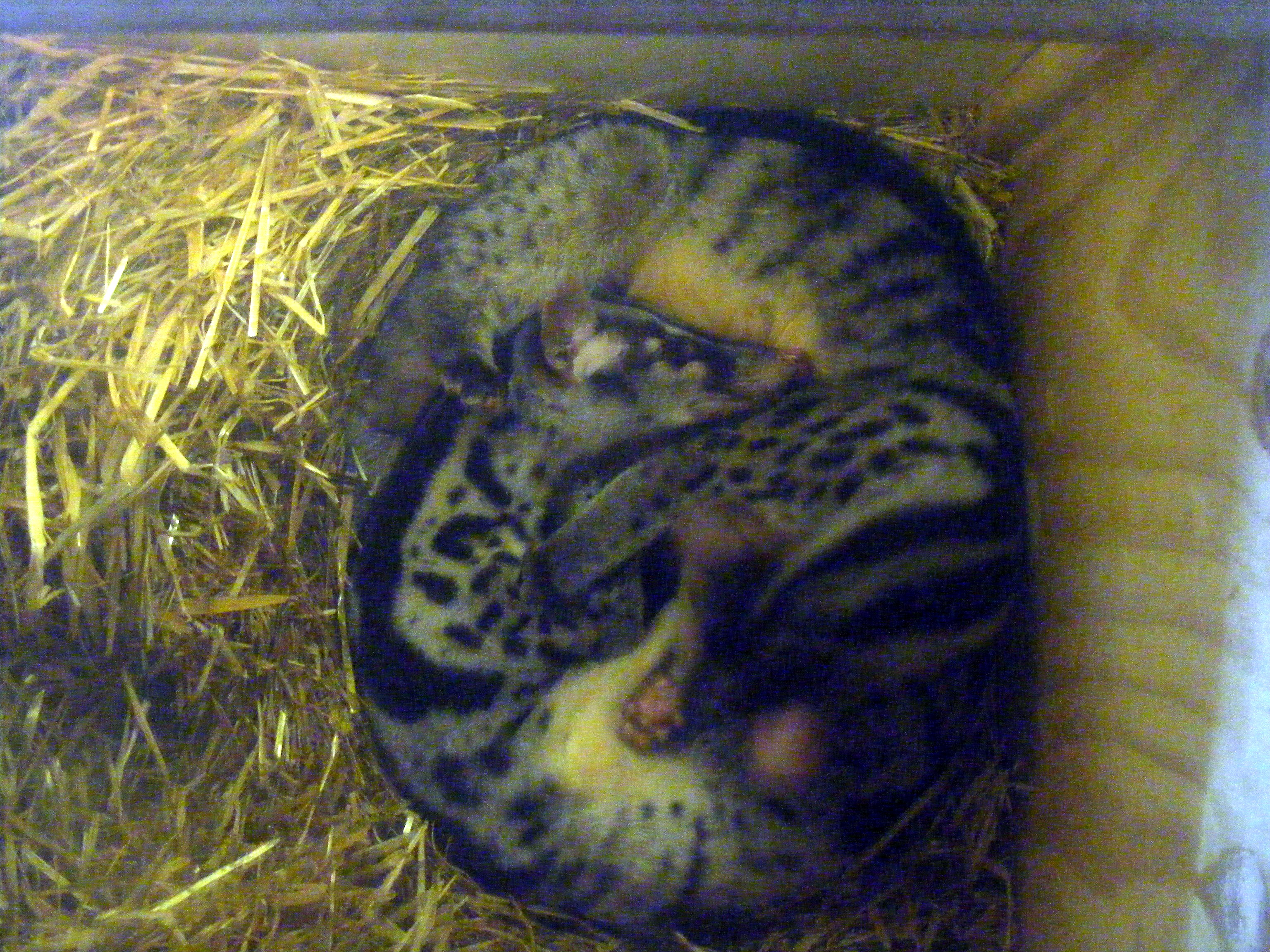

## زیستگاه
زباد نخلی اوستون بیشتر در ارتفاعات بین ۱۰ تا ۲۶۰۰ متر مشاهده می‌شود. آنها را می‌توان در جنگل‌های نیمه‌گرمسیری و استوایی، دشت‌های مرطوب و جنگل‌های کوهستانی یافت. این زیستگاه‌ها یک چیز مشترک دارند آن هم عدم وجود فصل خشک شدید است. برای مثال ویتنام حتی در خشک‌ترین ماه‌ها نیز مرطوب باقی می‌ماند، زیرا رشته کوه آنامیت بادهای مرطوب به سمت دریا را جذب می‌کند. رطوبت در ویتنام دامنه آنها را از دشت‌ها تا بالای کوه‌ها گسترش می‌دهد، اما در کشورهای دیگر دامنه ارتفاع آنها به دلیل فصل خشک بسیار محدود شده‌است. این توضیح می‌دهد که چرا در ویتنام بیشتر از هر کشور دیگری با زبادهای اوستون مواجه می‌شویم. در ارتفاعات شمالی لائوس، جایی که دمای سردتر با بارندگی کم در فصل خشک ترکیب می‌شود، زبادها به مراتب کمتر دیده می‌شوند و هرگز در ارتفاعات بالاتر از ۵۵۰ متر دیده نمی‌شوند. تصور می‌شود که پیوند آنها با محیط‌های مرطوب به دلیل رژیم غذایی عمدتاً بی‌مهرگان آنها مانند کرم‌های خاکی است که در خاک مرطوب بیشترین فراوانی را دارند با این حال، این همبستگی هنوز ثابت نشده‌است آنها مثل اکثراً گونه‌های زباد جانورانی شبگرد هستند

## ظاهر فیزیکی و طول عمر
هر دو جنس بلند و لاغر هستند، اندازه و شکل آنها شبیه مخلوطی از یک گربه خانگی و یک فرت است. در بزرگسالی وزن زباد نخلی اوستون بین ۲ تا ۳ کیلوگرم است. از نوک بینی تا انتهای دم آنها ۵۴۵ تا ۵۹۰ میلی‌متر طول دارند طول دم آنها اندکی کوتاهتر از طول بدنشان است و به ۴۲۵ تا ۵۵۰ میلی‌متر می‌رسد. آن‌ها گوش‌های گردی دارند که از بالای سرشان بلند می‌شود پوزه‌های نوک تیزشان برای کمک به یافتن حشرات و چشمان درشت و سیاه آن‌ها باعث می‌شود که در طول شب بهتر ببینند میانگین طول عمر زباد نخلی اوستون کاملاً ناشناخته است گزارش شده‌است که یک زباد تا ۱۱ سال زنده بوده‌است

## عادات غذایی
در اسارت، زبادهای نخلی اوستون عمدتاً کرم‌های خاکی و میوه‌های نرم می‌خورند و دندان‌های ظریف آن‌ها نشان‌دهنده رژیم رژیم غذایی مشابه در طبیعت است. آنها بیشتر جستجوی خود را از طریق بسترهای برگ در کف جنگل انجام می‌دهند، اما مشاهده شده‌اند که از درختان بالا می‌روند و احتمالاً در جستجوی غذا هستند. از آنجایی که آنها شبگرد هستند، همه اینها در شب اتفاق می‌افتد که مشاهدات آن‌ها را بسیار دشوار کرده‌است. با این حال مطالعات و مشاهدات بر روی زبادهای وحشی و نیمه وحشی نخلی اوستون نشان می‌دهد، که رژیم غذایی آن‌ها عمدتاً از بی مهرگانی مانند کرم خاکی با مقداری میوه و مواد گیاهی هست.